# Caiophora cernua
Caiophora cernua là một loài thực vật có hoa trong họ Loasaceae. Loài này được (Griseb.) Urb. & Gilg ex Kurtz mô tả khoa học đầu tiên năm 1893.